# Всесвітній форум пам'яті Голокосту
Всесвітній форум Голокосту (також Всесвітній форум «Хай живуть мої люди!» ) - це низка подій, спрямованих на збереження пам’яті про злочини Голокосту . 
Уже проведено чотири світові форуми. Перший відбувся у 2005 році у Кракові ( Польща ). 
Для організації та підтримки Всесвітнього форуму в 2005 році було створено спеціальний фонд під головуванням В'ячеслава Моше Кантора, Президента Європейського Єврейського Конгресу та Голови Оргкомітету Форуму. 

## Другий світовий форум
Другий світовий форум "Хай живуть мої люди!" відбувся у 2006 році в Києві під егідою Президента України Віктора Ющенка, щоб відзначити 65 років з часу трагедії Бабиного Яру . У Форумі взяли участь понад 1000 людей з 60 країн, включаючи представників міжнародних політичних та громадських організацій, серед яких ООН, Європейський Союз, Рада Європи, Всесвітній єврейський конгрес, Європейський єврейський конгрес, Американський єврейський конгрес, Європейський єврейський фонд тощо 

## П'ятий Всесвітній форум Голокосту
23 січня 2020 року в Єрусалимі, Ізраїль, відбувся П’ятий Всесвітній форум голокосту під назвою «Пам’ятати про Голокост, Боротьба з антисемітизмом». У форумі взяли участь 49 делегацій високого рівня.  Організатором та ініціатором Форуму виступили президент Всесвітнього фонду Форуму Голокосту та Президент Європейського Єврейського Конгресу В'ячеслав Моше Кантор у співпраці з Ядом Вашем під егідою Президента Держави Ізраїль Реувена Рівліна . 
Форум був приурочений до 75-ї річниці визволення Червоною армією нацистського концтабору Освенцим-Біркенау (27 січня 1945 р.) Та Міжнародного дня пам’яті Голокосту . 
Серед лідерів, які взяли участь у заході, були: президент Росії Володимир Путін, віце-президент США Майк Пенс, президент Франції Еммануель Макрон, президент Німеччини Франк-Вальтер Штайнмаєр, президент Італії Серхіо Маттарела, президент Австрії Олександр Ван дер Беллен, його королівський високість принц Уельсу Чарльз, спікер Палати представників Сполучених Штатів Ненсі Пелосі, лідери Албанії, Вірменії, Австралії, Аргентини, Австрії, Азербайджану, Білорусі, Бельгії, Болгарії, Боснії та Герцеговини, Канади, Хорватії, Кіпр, Чехія, Данія, Фінляндія, Франція, Грузія, Греція, Угорщина, Ісландія, Італія, Латвія, Люксембург, Молдова, Монако, Чорногорія, Нідерланди, Північна Македонія, Норвегія, Португалія, Румунія, Сербія, Словаччина, Словенія, Іспанія, Швеція, Україна та представник Святого Престолу кардинал Курт Кох . 

### Суперечки
Президент Польщі Анджей Дуда відмовився брати участь у заході, оскільки йому не дали можливості виступити.  Він розкритикував цю подію за те, що слово для виступу було надане президенту Росії Володимиру Путіну, який останніми тижнями критикував Польщу щодо її ролі у Другій світовій війні.  Президент Литви Гітанас Нудеда схвалив позицію президента Дуди і також відмовився від участі в саміті.  

## Дивись також
- Міжнародний день пам'яті жертв Голокосту
- Визволення концтабору Освенцим